# تشارلز فيرنون بويز
السير تشارلز فيرنون بويز (15 مارس 1855 -30 مارس 1944) هو فيزيائي بريطاني، ومعروف بعمله التجريبي الدقيق والمبتكر، وهو حائز على زمالة الجمعية الملكية.

## النشأة
كان بويز الطفل الثامن للموقر تشارلز بويز، الكاهن الأنغليكاني في وينغ، روتلاند. تلقى تعليمه في كلية مارلبورو والمدرسة الملكية للمناجم، حيث تعلم الفيزياء من فريدريك غوثري وعلم نفسه الرياضيات العليا بينما كان يكمل شهادته في التعدين والفلزات. كطالب في مدرسة المناجم، اخترع جهازًا ميكانيكيًا (أطلق عليه «انترغراف») للتخطيط لتكامل الوظيفة. عمل لفترة وجيزة في صناعة الفحم قبل قبول عرض غوثري بمنصب «مساعد مدرس».

## الفيزياء التجريبية
حقق بويز اعترافًا بصفته عالمًا لاختراعه توازن الالتواء المصنوع من ألياف الكوارتز المنصهرة، والذي سمح له بقياس القوى البالغة الصغر. صنع ألياف الكوارتز المنصهرة لأجهزته عن طريق ربط قضيب كوارتز بسهم القوس المستعرض، وتسخين القضيب إلى درجة الانصهار، وإطلاق القوس المستعرض. وبهذه الطريقة أنتج أليافًا رفيعة جدًا لدرجة أنه لا يمكن تصميمها إلا باستخدام مجهر ضوئي. استخدِم هذا الاختراع لبناء مقياس إشعاعي قادر على الاستجابة لضوء شمعة واحدة على بعد أكثر من ميل واحد، واستخدِم هذا الجهاز للملاحظات الفلكية. في عام 1895 نشر قياسًا لثابت الجاذبية والذي حسن من الدقة التي حققها كافنديش. اعتمدت طريقة بويز على نفس نظرية كافنديش، لكنه استخدم كتلتين معلقتين عند ارتفاع واحد وكتلتين قريبتين معلقتين على ارتفاع مختلف، لتقليل التفاعل غير المرغوب فيه بين الكتل المتقابلة.
كان ناقدًا لتصميم المحرك الشمسي لفرانك شومان، لذلك وظفه شومان، وحصلا معًا على براءة اختراع «التسخين الشمسي»، وهو مشابه لمحطات الطاقة الشمسية المعاصرة ذات القطع المكافئ في العصر الحديث.

## الخدمة العامة والعمل التربوي
في عام 1897 أصبح بويز حَكَم متروبوليتان للغاز، وكُلف بتقييم السعر العادل لغاز الفحم. عمل في البداية على استبدال الشمعة القياسية، المستخدمة لتحديد جودة الغاز للإضاءة، بواسطة مصباح البنتان لهاركورت. أصبح الاستخدام الرئيسي لغاز الفحم زيادة التسخين، تولى بويز العمل الأساسي على المسعرية لقياس وتسجيل المحتوى الحراري للغاز، محققًا زيادة كبيرة في دقة القياس. وفي هذا الوقت، كانت فاتورة الغاز الوطنية للمملكة المتحدة خمسين مليون جنيه إسترليني، لذا يمثل تصحيح نسبة واحد في المئة من الفاتورة مبلغًا كبيرًا من المال.
عمل بويز أيضًا على التصوير العالي السرعة للصواعق والرصاص أثناء الطيران، وألقى محاضرات عامة حول خصائص أفلام الصابون، والتي جُمِعت في كتاب فقاعات الصابون: ألوانها والقوى التي تتسبب بها، وهو كتاب كلاسيكي للتعميم العلمي. ظهرت الطبعة الأولى من فقاعات الصابون عام 1890 والثانية عام 1911، وبقي يٌطبع حتى يومنا هذا. أعجَبَ الكتاب بشدة الكاتب الفرنسي ألفريد جاري، الذي كتب في عام 1898 الرواية العبثية مآثر وآراء للدكتور فوسترول، فلسفة علمية، إذ وصف شخصية العنوان، التي كان عمرها 63، بأنها صديق تشارلز فيرنون بويز (انظر أيضًا «ما وراء الطبيعة»). كان الكتاب أيضًا مفضلًا للشاعرة الأمريكية، إليزابيث بيشوب.

## وصلات خارجية
- تشارلز فيرنون بويز على موقع الموسوعة البريطانية (الإنجليزية)
- مؤلفات تشارلز فيرنون بويز في مشروع غوتنبرغ
- أعمال أو نبذة عن تشارلز فيرنون بويز على أرشيف الإنترنت